# Opelytus spinichelis
Opelytus spinichelis is een hooiwagen uit de familie Epedanidae.